# Tong Ling
Tong Ling Chinees: 童玲, (13 juli 1962, China) is een voormalig Chinees professioneel tafeltennisster. Tong is haar achternaam.

## Belangrijkste resultaten
- WK
  -  Goud met het Chinese team in 1981 in Novi Sad.
  -  Goud met het Chinese team in 1983 in Tokio.
  -  Goud met het Chinese team in 1985 in Göteborg.
  -  Goud in het enkelspel in 1981 in Novi Sad.
  -  Zilver in de vrouwendubbel in 1981 in Novi Sad met Pu Qijuan.
  -  Zilver in de gemengd dubbel in 1981 in Novi Sad met Chen Xinhua.
  -  Zilver in de gemengd dubbel in 1983 in Tokio met Chen Xinhua.
  -  Brons in het enkelspel in 1979 in Pyongyang.
  -  Brons in de vrouwendubbel in 1983 in Tokio met Pu Qijuan.
  -  Brons in de vrouwendubbel in 1985 in Göteborg met Guan Jianhua.
  -  Brons in de gemengd dubbel in 1985 in Göteborg met Chen Xinhua.